# Culicoides mojingaensis
Culicoides mojingaensis är en tvåvingeart som beskrevs av Wirth och Blanton 1953. Culicoides mojingaensis ingår i släktet Culicoides och familjen svidknott.
Artens utbredningsområde är Panama.